# Grude (Bosnien und Herzegowina)
Grude (serbisch-kyrillisch Груде) ist eine Gemeinde in Bosnien und Herzegowina mit knapp 18.000 Einwohnern. Die fast ausschließlich von Kroaten bevölkerte Gemeinde liegt in der westlichen Herzegowina und gehört zum Kanton West-Herzegowina der Föderation.
Der gleichnamige Hauptort ist der Verwaltungssitz der Gemeinde. Das Gemeindegebiet untergliedert sich in die 15 Ortsgemeinschaften: Pocrte, Borajna, Tihaljina, Grude Zapad, Cerov Dolac-Pogana Vlaka, Ledinac-Podledinac, Višnjica-Medovići, Dragićina, Jabuka-Puteševica, Ružići, Gorica, Sovići Donji, Sovići Gornji, Drinovci und Grude Centar.

## Bevölkerung
Bevölkerung in der Gemeinde Grude laut Volkszählung 1991:
- Gesamt: 15.976
- Kroaten: 13.150 (99,77 %)
- Serben: 8 (0,05 %)
- Bosniaken: 4 (0,03 %)
- Andere: 25 (0,16 %)

## Geographie
Geographisch ist die Verbandsgemeinde bestimmt durch den Verlauf des Bekijsko Polje, das von Nordwesten nach Südosten verläuft und sich dann nach Westen hin zu einer Tiefebene verbreitert. Die Tiefebene ist sehr fruchtbar und wird hauptsächlich landwirtschaftlich genutzt. Die sich im Zuge der Taleinschnitte anschließenden Höhenzüge und Hochebenen sind verkarstet und landwirtschaftlich kaum nutzbar. Mit 819 m Höhe ist der Berg Trstike im Südwesten die höchste Erhebung der Verbandsgemeinde, die Tiefebene liegt auf etwa 250 m Höhe. Die Verbandsgemeinde Grude hat eine Fläche von etwa 221 km².
Grude ist von Mostar etwa 40 km und von Split rund 100 km entfernt.

### Nachbargemeinden
Grude grenzt im Nordwesten an Posušje, im Nordosten an Široki Brijeg, im Südosten an Ljubuški, im Westen an Imotski (Kroatien) und im Süden an Vrgorac (Kroatien).

### Geografische Lage
Die Verbandsgemeinde Grude hat eine Ausdehnung von etwa 18 km in Nord-Süd-Richtung und rund 22 km in West-Ost-Richtung.

## Geschichte
Während des Bosnienkrieges war Grude der Regierungssitz der international nicht anerkannten Kroatischen Republik Herceg-Bosna, mit ihrem Präsidenten Mate Boban.
Am 6. April 2001 ereignete sich in Grude nach einer Razzia von SFOR-Truppen in der örtlichen Filiale der Hercegovačka banka eine Geiselnahme.

## Religion
Die Bevölkerung der Großgemeinde Grude ist fast ausschließlich katholisch.
Auf dem Gemeindegebiet gibt es sechs römisch-katholische Pfarrgemeinden: Grude, Drinovci, Gorica, Ružići, Tihaljina und Ledinac. Die Pfarrgemeinden gehören zum Bistum Mostar-Duvno.

## Städtepartnerschaften
Die Gemeinde Grude unterhält Städtepartnerschaften mit Slunj (Kroatien) und Baldissero Torinese (Italien).

## Wirtschaft und Infrastruktur
- Kamenko (Eis-Fabrik)
- Violeta (Toilettenpapier-Fabrik)
- Prima (Bierbrauerei)
- Grafotisak (Druckerei)

### Verkehr
- Regional Straße R 420 Grude – Privalj – Široki Brijeg – Mostar
- Regional Straße R 421 Sovići-Klobuk
- Neue Regional Straße Grude-Posušje

## Sport
- Basketball Club Grude (HKK Grude)
- Frauen Basketball Club (ŽKK Grude)
- Handball Club Grude
- Fußball Club Grude (NK Grude)
- Fußball Club Drinovci
- Schach Club Grude
- Majorets Club Grude
- Jährlicher Marathonlauf von Grude über Ljubuški nach Međugorje[3]

## Persönlichkeiten
- Milan Bandić (1955–2021), Bürgermeister von Zagreb
- Mate Boban (1940–1997), Präsident der Kroatischen Republik Herceg-Bosna
- Rafael Boban (1907–nach Mai 1945), Ustaša-Offizier und General
- Paškal Buconjić (1834–1910), Bischof von Mostar Duvno-(Trebinje-Mrkan)
- Ivan Bušić Roša (um 1745–1783), Heiduck
- Zvonko Bušić (1946–2013)
- Andrijica Šimić (1833–1905), Heiduck
- Antun Branko Šimić (1898–1925), Schriftsteller
- Blago Zadro (1944–1991), Politiker und General
- Vinko Marinko Prlić (1940–2017), Franziskaner
- Velimir Petković (* 1956), Handballtrainer